# 페이즈 시프트 장갑
페이즈 시프트 장갑(영어: Phase Shift Armor, 일본어: フェイズシフト装甲)은 TV 애니메이션 《기동전사 건담 SEED》 및 《기동전사 건담 SEED DESTINY》 및 관련 미디어 믹스의 각종 작품에 등장하는 가공의 장갑 기술이다.

## 개요
애니메이션 작품 《기동전사 건담 SEED》의 제2화부터 그 기능이 묘사되었다. 작품에서는 페이즈 시프트 장갑을 지닌 모빌 슈트가 스위치를 켜 장갑을 발동시키면 회색 컬러에서 컬러풀한 기체색으로 변하며, 실탄화기나 실체검의 공격을 받아도 타격을 받지 않는 묘사를 볼 수 있다. 《기동전사 건담 SEED》의 제5화에서는 에너지가 떨어진 스트라이크 건담이 페이즈 시프트 장갑이 풀려 회색 컬러로 돌아가 궁지에 빠지는 묘사도 있었다.
《기동전사 건담 SEED》에서 설정 제작을 담당한 시모무라 케이지는 인터뷰에서 울트라맨 시리즈의 영향을 받아 설정되었다는 취지의 발언을 했다.

## 같이 보기
- 기동전사 건담 SEED
- 기동전사 건담 SEED DESTINY